# Quid

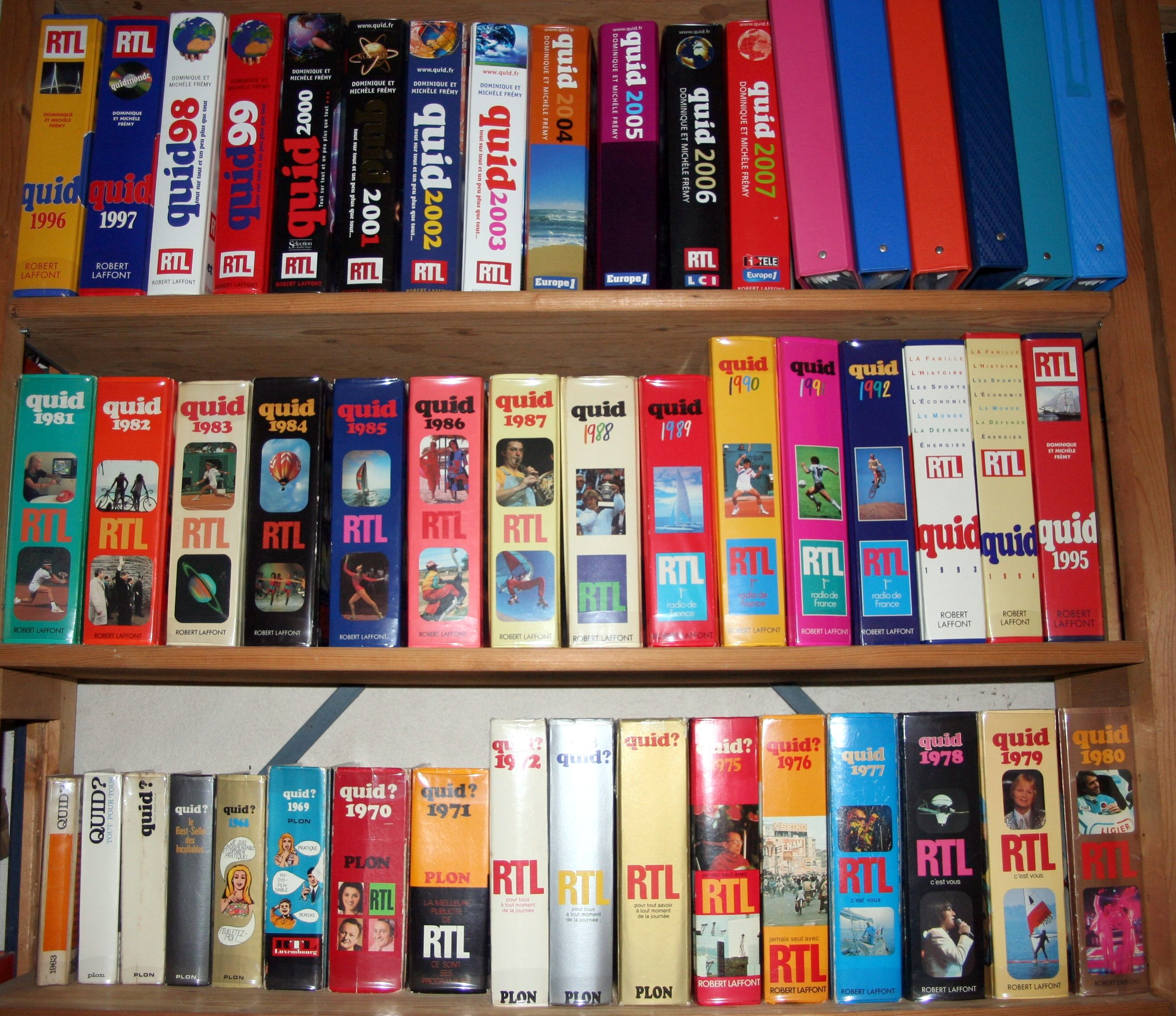
Coleção das edições de Quid

Quid é uma obra enciclopédica em língua francesa, publicada anualmente em volume único, que tem como objetivo reunir, de uma forma muito condensada e com estilo telegráfico e abreviado, o máximo de informação sobre os temas mais variados. Foi criada por Dominique Frémy em 1963 e tem como slogan « tout sur tout… tout de suite » ("tudo sobre em tudo, imediatamente").

## História
A primeira edição, publicada no primeiro trimestre de 1963 pela Plon, possuía o tamanho de um livro de bolso com 632 páginas, sem qualquer ilustração.
Contava com uma breve tabela de conteúdos, um índice composto por dez páginas. O autor apresentava o livro como "completo, atual, prático e fácil de usar." Ele anunciou ainda a reemissão anualmente. A próxima edição, publicada no terceiro trimestre de 1964, com um formato pouco maior, chegou a 824 páginas. A enciclopédia cresceu desde então até alcançar o tamanho de um dicionário grande, com cerca de 2200 páginas na edição de 2007. As últimas edições estão consignados por Michèle Frémy, esposa de Dominique Frémy.
Ela compreende : 
- 2 500 000 informações (revisadas por conjunto de 12 000 especialistas de todo mundo).[2]
- 37 milhões de caracteres.
- 100 000 informações novas[carece de fontes?].
- 200 000 exemplares vendidos.[3]

Quid abriu um website em outubro de 1997, sob a direção de Fabrice Frémy.
Perante a concorrência com a Internet (e especialmente a Wikipédia), as vendas reduziram-se nos últimos anos. O contrato que ligava a Éditions Robert Laffont ao autor e a Société des Encyclopédie QUID expirou, e a edição de 2008 não será lançada.

## Na Internet
O Quid está disponível online gratuitamente. A versão online, comunemte denominada Quid.fr, compreende :
- Cidades e povoados da França (proveniente de Villes et Villages de France et des Dom-Tom de Brigitte et Michel de La Torre): as 36 860 comunas francesas em fichas detalhadas. Para cada comuna, Quid.fr trata sua historia, indica seus principais dados naturais e demográficos, faz um repertório de seus principais monumentos e curiosidades (civis, militares e religiosas).
- Atlas do mundo: mais de 6 000 mapas, fichas e ilustrações sobre 208 estados e territórios do mundo (países, regiões cidades, sítios históricos e naturais).
- Quid Zoom: temas da atualidade.

Em 2007, o website recebeu mais de 1 000 000 visitantes em um único mês.

## Quids especializados
- Grand Quid illustré, em 18 volumes
- Quid de mai 68
- Quid de Proust
- Quid de Maupassant
- Quid d'Alexandre Dumas
- Quid de la Tour Eiffel
- Quid des Présidents de la République
- Quid: le multimédia (suplemento color de Quid 1996).
- Quid Monde: CD-Rom sur les états du monde en Quid 1997.